# 社会主义左翼 (阿根廷)
社会主义左翼（西班牙語：Izquierda Socialista，缩写为IS）是阿根廷的一个托洛茨基主义政党。2011年，该党和另外两个阿根廷托洛茨基主义政党（工人党和社会主义工人党）组成了政党联盟工人左翼阵线。该党是托洛茨基主义国际组织国际工人团结—第四国际最重要的支部。

## 2023年总统选举
社会主义左翼所属的工人左翼阵线—团结在8月13日的初选过后确定了总统候选人为米里亚姆·布雷曼。10月22日举行的第一轮选举得票2.69%，排名第五，未能进入第二轮选举。
2023年11月8日，社会主义左翼及其领导人呼吁第二轮选举投票给祖国联盟的候选人——塞尔吉奥·马萨，以阻止极右翼候选人米莱获胜。